# Hieracium eriopogon
Hieracium eriopogon es una especie de planta con flor del género Hieracium, de la familia Asteraceae, orden Asterales.

## Distribución
Hieracium eriopogon se distribuye por Francia y España.

## Taxonomía
Fue descrita científicamente por Arv.-Touv. & G. Gaut. Fue publicada en Bull. Herb. Boissier.